# Шальмазель-Жансаньєр
Шальмазель-Жансаньєр (фр. Chalmazel-Jeansagnière) — муніципалітет у Франції, у регіоні Овернь-Рона-Альпи, департамент Луара. Шальмазель-Жансаньєр утворено 1 січня 2016 року шляхом злиття муніципалітетів Шальмазель i Жансаньєр. Адміністративним центром муніципалітету є Шальмазель. Населення — 449 осіб (01.01.2021).